# Hemimeris
Hemimeris, biljni rod iz porodice strupnikovki. Sastoji od 4 vrste jednogodišnjeg raslinja rasprostranjenog po Južnoafričkim provincijama Northern, Western i Eastern Cape.

## Opis
Rod je opisan u Suppl. Pl., 1782.
Jednogodišnje bilje žutih cvjetova. Sve su endemi iz Južne Afrike.

## Vrste
1. Hemimeris centrodes Hiern
2. Hemimeris gracilis Schltr.
3. Hemimeris racemosa (Houtt.) Merr. tipična kao Hemimeris montana L.f.
4. Hemimeris sabulosa L.f.